# Уварова, Светлана Андреевна
Светлана Андреевна Уварова (Райкова) (род. 6 августа 1997 года, Ногинск, Московская область, Россия) — российская самбистка и дзюдоистка. Чемпионка мира по самбо 2022. Трёхкратная чемпионка России по самбо. Вице-чемпионка России по дзюдо 2024. Заслуженный мастер спорта России по самбо. Мастер спорта России по дзюдо.

## Биография
Родилась Светлана в городе Ногинск Московской области. Начала заниматься самбо в десятилетнем возрасте в местном клубе «Тори» города Электроугли Московской области. Первым тренером был Александр Савельев.

## Спортивная карьера

### Светлана как школьница и юниорка
В юношеские годы она выступила на первом открытом первенстве Европы среди кадетов 2012 в Таллине (Эстония), где заняла третье место. Дважды приходила с бронзовой медалью на первенствах России по самбо в 2013 и 2014 годах. В 2015 году она как юниорка пришла второй на первенстве России и удостоилась представлять Россию на первенстве Европы в Сербии, где она стала победительницей в весе до 56 кг. В 2016 году снова стала второй на первенстве России среди юниоров, а также впервые выиграла первенство мира в румынском городе Плоешти, одолев в финале хозяйку турнира Кодрину Михаэлу Ионеску. В 2017 году впервые выиграла первенство России и в качестве первого номера сборной удачно выступила на первенстве мира в Сербии.

### Взрослый уровень
В конце 2017 года Уварова выиграла кубок Европы, который прошёл в испанском Мадриде. В матче за золотую медаль она взяла верх над испанкой Джаминез Мартин. В 2021 году Светлана стала чемпионкой страны в весе до 59 кг и добыла серебряную медаль на чемпионате мира в Ташкенте. В феврале 2022 года во второй раз выиграла чемпионат России по самбо. В августе 2022 года она выступила на Всероссийской спартакиаде по дзюдо, где выиграла в мачте за бронзовую медаль Ксению Галицкую из Краснодарского края, вдобавок, была второй на Всероссийской спартакиаде по самбо. В ноябре 2022 года выиграла чемпионат мира по самбо в Бишкеке (Кыргызстан). В финальном поединке она победила нидерландскую самбистку Сашу Бувальду. В конце февраля 2023 года в третий раз стала победительницей чемпионата России в весе до 59 кг. В августе была победительницей Игр стран СНГ в Беларуси. В ноябре 2023 года закончила выступление на чемпионате мира с бронзовой наградой. В октябре 2024 года дошла до финала чемпионата России по дзюдо.

## Спортивные результаты
Самбо:
- Взрослый уровень:
  - Кубок Европы 2017 — ;
  - Чемпионат России 2021, 2022, 2023 — ;
  - Чемпионат мира 2021 — ;
  - Всероссийская спартакиада 2022 — ;
  - Чемпионат мира 2022 — ;
  - Игры стран СНГ 2023 — ;
  - Чемпионат мира 2023 — ;
  - Кубок России 2024 — ;
  - Чемпионат России 2025 — ;
- Юниорский уровень:
  - Первенство России 2015, 2016 — ;
  - Первенство Европы 2015 — ;
  - Первенство России 2017 — ;
  - Первенство мира 2016, 2017 — ;
- Кадетский уровень:
  - Первенство Европы 2012 — ;
  - Первенство России 2013, 2014 — ;

Дзюдо:
- Взрослый уровень:
  - Всероссийская спартакиада 2022 — ;
  - Чемпионат России 2024 — ;

## Личная информация
Уварова является выпускницей Московской академии физической культуры и спорта. Она супруга мастера спорта России международного класса по самбо Андрея Уварова.